# Reto 4 elementos
Reto 4 Elementos es un reality mexicano de competencias deportivas, producido por Televisa y emitido por Canal 5. Se estrenó el 19 de marzo de 2018, teniendo como anfitrión a la conductora Montserrat Oliver, con Yavidan Valai y Rafael Basaldúa "Bazooka Joe" como comentaristas. En su inicio contaba con 32 participantes, divididos en 8 equipos de 4 integrantes. Los concursantes deben competir en diversos circuitos de pruebas físicas y mentales para que solo uno pueda ganar el premio mayor. El reality era grabado en playas de Riviera Maya.
El 31 de mayo de 2018 por medios de comunicación, se confirmó la segunda temporada del reality. El 14 de diciembre de 2018 se confirmó la tercera temporada del reality para el 2019, por medio de una entrevista hecha a Montserrat Oliver, la cual se estrenó en junio de 2022 en Estados Unidos (en agosto de ese mismo año en México) y totalmente en playas Colombianas. El 22 de diciembre de 2022, pocos días después de la transmisión de la final de la tercera temporada en México se confirmó a través de las redes sociales del programa la cuarta temporada del reality, la cual se estrenó en México el 20 de marzo de 2023 nuevamente de la mano de Montserrat Oliver y por segunda vez consecutiva realizada en tierras Colombianas.

## Sinopsis
El programa se describe con un concepto de supervivencia, retos físicos y mentales en donde se enfrentan 32 participantes divididos en 8 equipos de 4 integrantes, donde tienen que enfrentarse a cada equipo que les caiga al modo "azar" donde los ganadores tienen el privilegio de ir a la aldea, y los que pierden tienen que ir al inframundo, esperar una semana a que llegue un nuevo equipo perdedor y así enfrentarse entre sí para ser eliminado 1 o 2 integrantes de los equipos.

## Producción
Bajo la conducción de Montserrat Oliver, más de 200 personas en producción y equipo técnico desde Argentina, las 32 celebridades participan en competencias. Los concursantes están divididos en ocho equipos, de acuerdo a sus perfiles profesionales. Las pistas encuentran en la Riviera Maya en Quintana Roo, donde se monta el escenario en el que desafiarán a la naturaleza.
Antes del estreno del programa en la Riviera Maya, el director (Frank Scheuermann) comentó que la idea desde el principio era hacer el show en destinos del país. "Llegamos aquí (la Riviera Maya) hace como cuatro meses en un scouting de locación. Para nosotros era importante hacerlo en México. Escogimos este sitio que creo que es perfecto, hay una cantidad de cosas que no existen en otros lados como los cenotes, las playas y las aguas de mil colores" dijo.
“Traer en versión mexicana programas como Ninja warrior, es de suma importancia. Estaremos cuatro meses al aire, con más de 200 pruebas. En enero comenzamos la preproducción y aún estamos desarrollando algunas dinámicas. Es un proyecto muy grande. No es un programa de supervivencia como se piensa” comentó Frank Scheuermann, director de Formatos de Entrenamiento de Televisa y responsable de este proyecto.

## Equipo del programa
Para la primera temporada, Montserrat Oliver lideró la competencias. Además Yavidan y Bazooka Joe estuvieron comentando las competencias en la primera temporada. En Reto 4 Elementos: La Búsqueda, Montserrat Oliver, Yavidan y Bazooka continuaron como presentadora y comentaristas, respectivamente. Pedro Prieto y Yurem Rojas, quienes fueron participantes de la primera temporada, se unieron como coconductores, también uno de los finalistas de la temporada anterior, Memo Corral, fue mentor de los participantes.
Cristian de la Fuente se unió, para con Monserrat ser los presentadores de la segunda temporada, Yavidan y Bazooka continuaron como comentaristas, y Yurem Rojas sería el nuevo presentador digital. Al finalizar la segunda temporada se transmitió un especial por el Teletón (México) donde los participantes de ambas temporadas se enfrentan por una causa especial. Fue conducido por Montserrat Oliver y Cristián de la Fuente.
En 2022, para la tercera temporada del programa Adrián Di Monte se unió junto con Oliver en la conducción, mientras que Yavidan y Bazooka continuaron como comentaristas, así mismo José Figueroa se encargaría de ser el nuevo presentador digital (este último solo para la emisión de Unimas en Estados Unidos).
Para la cuarta temporada en 2023, nuevamente Montserrat Oliver y Adrián Di Monte repiten en sus papeles de conductora y coconductor respectivamente, así como Yavidan y Bazooka Joe quienes continúan como comentaristas.
| Nombre                        | Temporadas          | Temporadas          | Temporadas          | Temporadas          |
| Nombre                        | 1                   | 2                   | 3                   | 4                   |
| ----------------------------- | ------------------- | ------------------- | ------------------- | ------------------- |
| Montserrat Oliver             | Presentadora        | Presentadora        | Presentadora        | Presentadora        |
| Rafael "Bazooka Joe" Basaldúa | Comentarista        | Comentarista        | Comentarista        | Comentarista        |
| Yavidan Valai                 | Comentarista        | Comentarista        | Comentarista        | Comentarista        |
| Ricardo "El Wero" Ortiz       | Presentador digital |                     |                     |                     |
| Cristián de la Fuente         |                     | Presentador         |                     |                     |
| Yurem Rojas                   |                     | Presentador digital |                     |                     |
| Adrián Di Monte               |                     |                     | Presentador         | Presentador         |
| José Figueroa                 |                     |                     | Presentador digital | Presentador digital |

## Temporadas
| Temporada | Temporada | Episodios         | Emisión original     | Emisión original        | Maestro (a) de los 4 Elementos | Subcampeón (a)                     | Finalistas/Semi-finalistas                                            | Localidad            |
| Temporada | Temporada | Episodios         | Comienzo             | Final                   | Maestro (a) de los 4 Elementos | Subcampeón (a)                     | Finalistas/Semi-finalistas                                            | Localidad            |
| --------- | --------- | ----------------- | -------------------- | ----------------------- | ------------------------------ | ---------------------------------- | --------------------------------------------------------------------- | -------------------- |
|           | 1         | 70 + 1 especial   | 19 de marzo de 2018  | 15 de julio de 2018     | Gabriel Pontones "El Rasta"    | Mónica Gómez                       | Estefanía Ahumada Guillermo Corral                                    | Quintana Roo, México |
|           | 2         | 68 + 8 especiales | 13 de agosto de 2018 | 9 de diciembre de 2018  | Adrián Di Monte                | Paulette Gallardo                  | Silverio Rocchi Ella Bucio                                            | Quintana Roo, México |
|           | 3         | 58                | 29 de agosto de 2022 | 19 de diciembre de 2022 | Cecilia Flores Jahn Lozada     | Addylinnette Castro Rodel González | Raúl Coronado Carolina Weinged Ricki Álvarez Inna Moll                | La Guajira, Colombia |
|           | 4         | 48                | 20 de marzo de 2023  | 2 de junio de 2023      | Irvin Villatoro Paola Peña     | Lauro Morales Aurélie Garzonio     | Miguel Ángel Espinoza Dennhi Callu Salvador Zerboni Janice Betancourt | Colombia             |

### Primera temporada
En la primera temporada del reality show. La competencia tuvo lugar en la Riviera Maya, donde 32 famosos se enfrentaron por convertirse en el ganador. En sus primeros episodios hubo ocho equipos conformados por cuatro elementos cada uno, estos fueron: Los Actores, Los Modelos, Los Luchadores, Los Renovados, Los Fitness, Los Comediantes, Los Conductores y Los Deportistas, además de los llamados "Retadores" con sus equipos iniciales, se enfrentan en el denominado "México Reta" contra a un equipo en riesgo de eliminación para competir de manera individual por un puesto en un equipo oficial.
El 14 de marzo de 2020, fue retransmitida una versión acortada de la temporada en Canal 5, en la cual, no fueron emitidos los primeros cinco episodios de la temporada, emitiéndose el episodio seis como primer episodio; dejando por fuera las tomas en las que los equipos de Luchadores y Deportistas aparecieron, y en las que Fernanda López de Fitness, apareció, y siendo reemplazada totalmente por Gina Holguín quien, ingresó por reemplazo en su edición original. Eliminandolos también de las publicaciones oficiales de los equipos por redes sociales.

### Segunda temporada
El 31 de mayo de 2018 por medio de la cuenta oficial del programa en Instagram, se confirmó la segunda temporada del reality. Durante el mes de junio se llevaron a cabo los casting. El 15 de julio de 2018, fecha del capítulo final de la primera temporada se anuncia la segunda temporada del reality. A partir del 22 de julio se transmitirá: Rumbo a reto 4 elementos, el especial del casting de la segunda temporada, esto se dio a conocer en el programa de Hoy el 16 de julio. La temporada estaría compuesta por grupos de famosos y participantes del casting nacional anunciado en junio. El 2 de agosto, se anunció que Cristián de la Fuente sería presentador junto a Monserrat de la segunda temporada, Yurem Rojas sería el nuevo presentador digital. Por medio de la cuenta oficial de Instagram se movió al 13 de agosto la fecha de estreno de la segunda temporada. Bajo el lema: "Nada será igual".
La dinámica sería la misma de la temporada anterior, sin embargo, con un nuevo lugar en medio de "La Aldea" y el "Inframundo", llamado "El Purgatorio", lugar donde luego que el equipo perdedor del día tendría que pasar por ese lugar, si ganaban el reto de purgatorio, irían al inframundo, sino, deberían quedarse en el purgatorio.
Se confirmó la participación del Equipo Élite de la primera temporada, conformado por Gabriel Pontones "El Rasta", Mónica Gómez, Estefanía Ahumada y Guillermo "Memo" Corral, para el episodio 10 de la temporada.

### Tercera temporada
Estrenada en Estados Unidos el 27 de junio de 2022, y grabada totalmente en Guajira, Colombia. Los concursantes famosos son: los conductores de televisión Juan José Ulloa, Melina Dionyssiou, Caro Weigend y Chano Jurado; los comediantes Sergio Ochoa, Ceci Flores, Archie Balardi y Mariazel; los influencers Rodel Wapayaso, Inna Moll, Elaine Haro y Alexis Omman ("El niño viejo"); los expertos de fitness Nicola Porcella, Ana Corral, María José Suárez y Christian Anoceto; los modelos Erick Bolívar, Ingrid Aver, Mariana Bayón y Daniel Geithner; y los actores Carlos Farrera, Susy Lú, Haydee Navarra y Raúl Coronado, contando con Oliver como presentadora y Adrián Di Monte, también será el «león de la aldea», un súper concursante que desafiará a los famosos participantes antes de la ronda eliminatoria. Aquellos que puedan derrotarlo recibirán beneficios especiales. La competencia contará, por primera vez, con dos ganadores, un maestro de los elementos masculino y femenino. Paulette Gallardo, participante y finalista de la segunda temporada, también tuvo una aparición como la retadora del reto de la leona. Así mismo, Gabriel Pontones, ganador de la primera temporada, estuvo dentro de la producción de esta temporada.

Durante el ciclo 6 en la fase 3, se tuvo la participación de Lambda García como el "Quinto elemento", ocupando un lugar en el equipo Fitness y Nicola Porcella en el equipo de Comediantes, por decisión del equipo US. Durante el ciclo 13 en la fase 5, al Mariana Bayón abandonar la competencia en el ciclo anterior, los elementos femeninos restantes: Inna Moll, Addy Castro, Carolina Weinged y Cecilia Flores, pasaron automáticamente a la semifinal femenina, sin embargo, los elementos masculinos debían seguir compitiendo por su puesto en la semifinal masculina con la ayuda de su dupla, a excepción de Ricki Álvarez que competía de manera individual.
1. ↑  73 episodios en la emisión de Estados Unidos por Unimas.
2. ↑  Estreno emitida por Unimas el 27 de junio de 2022.
3. ↑  Final emitida por Unimas el 10 de octubre de 2022.

### Cuarta temporada
El 22 de diciembre de 2022, pocos días después de la transmisión de la final de la tercera temporada en México se confirmó a través de las redes sociales del programa la cuarta temporada del reality planeada a estrenarse en algún punto de 2023 nuevamente de la mano de Montserrat Oliver y por segunda vez consecutiva será grabada en tierras Colombianas, específicamente en Juan de Acosta, Atlántico.
El 20 de febrero de 2023, a través de las redes sociales de Canal 5, canal que transmite el programa en México, hizo oficial la fecha de estreno está temporada estrenandose el 20 de marzo de ese mismo año. 
Ese mismo día, nuevamente por las redes sociales del programa se muestra el primer avance de esta temporada que revela detalles importantes. El primero de estos, el eslogan que llevará esta temporada que es "La Liga Extrema", así mismo, los participantes ya no serán organizados inicialmente por su profesión u oficio, sino éstos estarán representados por uno de los cuatro elementos existentes (Agua, Aire, Fuego y Tierra), siendo estos, los guardianes del agua: Miguel Martínez y Fernanda de la Mora, los guardianes de aire: Julio Camejo y Dennhi Callu, los guardianes de fuego: Salvador Zerboni y Addylinnete Castro, y los guardianes de tierra: Rodel González y Delia García. Estos 4 equipos estarían conformados por 6 elementos: 3 participantes femeninos y 3 masculinos.
Los equipos estuvieron conformados de la siguiente manera:
| Concursante | Concursante             | Profesión     | Equipo    | Equipo | Equipo | Equipo | Equipo | Equipo | Equipo | Resultado                       | N.º |
| Concursante | Concursante             | Profesión     | 1         | 2      | 3      | 4      | 5      | 5      | 6      | Resultado                       | N.º |
| Concursante | Concursante             | Profesión     | 1         | 2      | 3      | 4      | 1      | 2      | 6      | Resultado                       | N.º |
| ----------- | ----------------------- | ------------- | --------- | ------ | ------ | ------ | ------ | ------ | ------ | ------------------------------- | --- |
|             | Paola Peña              | Atleta        | Aspirante | F      | F      | N      | Am     | Am     | Am     | Maestra de los 4 elementos      | 01° |
|             | Irvin Villatoro         | Modelo        | Aspirante | Ag     | Ag     | N      | T      | Ve     | Ve     | Maestro de los 4 elementos      | 01° |
|             | Aurélie Garzonio        | Entrenadora   | Aspirante | T      | T      | M      | Vi     | Vi     | Vi     | Sub-campeona                    | 02° |
|             | Lauro Morales           | Influencer    | Aspirante | F      | Ag     | N      | Am     | Am     | Am     | Sub-campeón                     | 02° |
|             | Miguel Espinoza         | Deportista    | Aspirante | T      | Ar     | M      | Vi     | Vi     | Vi     | 20vo. Eliminado en el ep. 47    | 03° |
|             | Dennhi Callu "La Bala"  | Atleta        | Aire      | Ar     | Ar     | M      | Az     | Az     | Az     | 19va. Eliminada en el ep. 47    | 04° |
|             | Salvador Zerboni        | Actor         | Fuego     | F      | F      | M      | Az     | Az     | Az     | 18vo. Eliminado en el ep. 47    | 05° |
|             | Janice Betancourt       | Atleta        | Aspirante | Ag     | Ag     | N      | Ve     | Ve     | Ve     | 17va. Eliminada en el ep. 47    | 06° |
|             | Rodel Gonzalez          | Cantante      | Tierra    | T      | T      | N      | R      | R      |        | 16vo. Eliminado en el ep. 46    | 07° |
|             | Delia García            | Chica reality | Tierra    | T      | T      | M      | R      | R      |        | 15va. Eliminada en el ep. 46    | 08° |
|             | Julio Camejo            | Actor         | Aire      | Ar     | Ar     | N      | V      |        |        | 14vo. Eliminado en el ep. 43    | 09° |
|             | Fernanda de la Mora     | Atleta        | Agua      | Ag     | Ag     | N      | T      |        |        | 13va. Eliminada en el ep. 43    | 10° |
|             | Miguel Arce             | Actor         | Aspirante | F      | F      | M      |        |        |        | 12vo. Eliminado en el ep. 40    | 11° |
|             | Addylinette Castro      | Chica reality | Fuego     | F      | F      | M      |        |        |        | 11va. Eliminada en el ep. 40    | 12° |
|             | Miguel Martínez         | Actor         | Agua      | Ag     | Ag     | M      |        |        |        | 10mo. Eliminado en el ep. 35    | 13° |
|             | Rosa Caiafa             | Chica reality | Aspirante | Ar     | Ar     | N      |        |        |        | 9na. Eliminada en el ep. 35     | 14° |
|             | Miriam Alcalá "Esmibal" | Influencer    | Aspirante | F      | F      |        |        |        |        | 8va. Eliminada en el ep. 26     | 15° |
|             | Ernesto Gota            | Boxeador      | Aspirante | Ar     | T      |        |        |        |        | 7mo. Eliminado en el ep. 25     | 16° |
|             | Graco Santaella         | Deportista    | Aspirante | T      | T      |        |        |        |        | 6to. Eliminado en el ep. 20     | 17° |
|             | Olimpia Villalobos      | Nutrióloga    |           | Ar     | Ar     |        |        |        |        | 5ta. Eliminada en el ep. 20     | 18° |
|             | Andrea Arochi           | Deportista    | Aspirante | Ag     |        |        |        |        |        | 4ta. Eliminada en el ep. 15     | 19° |
|             | Emiliano Estrada        | Actor         | Aspirante | Ar     |        |        |        |        |        | 3er. Eliminado en el ep. 15     | 20° |
|             | Agustín Fernandez       | Chico reality | Aspirante | Ag     |        |        |        |        |        | 2do. Eliminado en el ep. 10     | 21° |
|             | Raquel Becker           | Atleta        | Aspirante | T      |        |        |        |        |        | 1era. Eliminada en el ep. 10    | 22° |
|             | Pamela Zapata           | Atleta        | Aspirante |        |        |        |        |        |        | Abandona por lesión en el ep. 5 | 23° |

| Leyenda: Formó parte del equipo Agua (Fase 1-3). Formó parte del equipo Aire (Fase 1-3) / Dupla Azul (Fase 5). Formó parte del equipo Fuego (Fase 1-3) / Dupla Amarilla (Fase 5). Formó parte del equipo Tierra (Fase 1-3) / Dupla Roja (Fase 5). Formó parte del equipo Naranja (Fase 4). Formó parte del equipo Morado (Fase 4). Formó parte de la dupla Turquesa (Fase 5). Formó parte de la dupla Vino tinto (Fase 5). Formó parte de la dupla Verde (Fase 5). En competencia. Abandonó el reality. Eliminado. Ganador(a) y maestro(a) de Reto 4 Elementos. Sub-Ganador(a) de Reto 4 Elementos. Finalistas. | Títulos/Medallas: Señal: = Guardian del agua Señal: = Guardian del fuego Señal: = Guardian del aire Señal: = Guardian de la tierra |

## Resumen de equipos

### Participación de equipos
| Equipo       | 1    | 2    | 3    | 4    | Total |
| ------------ | ---- | ---- | ---- | ---- | ----- |
| Actores      | F1-6 | F1-4 | F1-3 | NP   | 3     |
| Comediantes  | F1-3 | F1-3 | F1-3 | NP   | 3     |
| Conductores  | F1-5 | NP   | F1   | NP   | 2     |
| Deportistas  | F1   | NP   | NP   | NP   | 1     |
| Fitness      | F1-4 | F1-2 | F1-3 | NP   | 3     |
| Luchadores   | F1   | NP   | NP   | NP   | 1     |
| Modelos      | F1-6 | F1   | F1-3 | NP   | 3     |
| Renovados    | F1-6 | NP   | NP   | NP   | 1     |
| Vengadores   | F6   | F6   | NP   | NP   | 2     |
| Combatientes | NP   | F1-6 | NP   | NP   | 1     |
| Futbolistas  | NP   | F1-6 | NP   | NP   | 1     |
| Renegados    | NP   | F1-5 | NP   | NP   | 1     |
| Soñadores    | NP   | F2-6 | NP   | NP   | 1     |
| Xports       | NP   | F1   | NP   | NP   | 1     |
| Influencers  | NP   | NP   | F1-3 | NP   | 1     |
| US           | NP   | NP   | F2-3 | NP   | 1     |
| Amarillo     | NP   | NP   | F4   | NP   | 1     |
| Azul         | NP   | NP   | F4   | NP   | 1     |
| Morado       | NP   | NP   | F4   | F4   | 2     |
| Rojo         | NP   | NP   | F4   | NP   | 1     |
| Verde        | NP   | NP   | F4   | NP   | 1     |
| Agua         | NP   | NP   | NP   | F1-3 | 1     |
| Aire         | NP   | NP   | NP   | F1-3 | 1     |
| Fuego        | NP   | NP   | NP   | F1-3 | 1     |
| Tierra       | NP   | NP   | NP   | F1-3 | 1     |
| Naranja      | NP   | NP   | NP   | F4   | 1     |

- (F#) La fase a la cual llegó el equipo.
- (NP) El equipo no participó en esa temporada.
- (TBA) Esta temporada está en curso.

### Participación de parejas
| Equipo                   | 1    | 2    | 3    | 4    | Total |
| ------------------------ | ---- | ---- | ---- | ---- | ----- |
| Amarillos                | F7   | F7   | F5   | F5-6 | 4     |
| Aquas/Celestes/Turquesas | F7-8 | NP   | F5-6 | F5   | 3     |
| Azules                   | F7-8 | F7-8 | F5-6 | F5-6 | 4     |
| Morados                  | F7   | NP   | F5-6 | NP   | 2     |
| Rojos                    | F7-8 | F7-8 | F5-6 | F5   | 4     |
| Verdes                   | F7-8 | F7-8 | F5-6 | F5-6 | 4     |
| Rosas                    | NP   | F7-8 | F5   | NP   | 2     |
| Vino tintos              | NP   | F7   | F5   | F5-6 | 3     |

### Mejores representantes de cada equipo por temporada
Se toman en cuenta a los elementos originales de cada equipo
| Equipo       | Temporada 1                            | Temporada 1                              | Temporada 2                      | Temporada 2                          | Temporada 3                 | Temporada 3                          | Temporada 4                      | Temporada 4                       |
| Equipo       | Masculino                              | Femenino                                 | Masculino                        | Femenino                             | Masculino                   | Femenino                             | Masculino                        | Femenino                          |
| ------------ | -------------------------------------- | ---------------------------------------- | -------------------------------- | ------------------------------------ | --------------------------- | ------------------------------------ | -------------------------------- | --------------------------------- |
| Actores      | Salvador Zerboni 7mo. lugar            | Estefanía Ahumada 3er. lugar             | Adrián Di Monte 1er. lugar       | Sachi Tamashiro 15vo. lugar          | Raúl Coronado 3er. lugar    | Susy Lú Peña 26vo. lugar             | No participaron                  | No participaron                   |
| Comediantes  | Carlos López "El Chevo" 28vo. lugar    | Alejandra Rivera "La Jarocha" 6to. lugar | Isaac Salame 23vo. lugar         | Mariana Echeverría 28vo. lugar       | Sergio Ochoa 15vo. lugar    | Cecilia "Ceci" Flores 1er. lugar     | No participaron                  | No participaron                   |
| Conductores  | Pedro Prieto 20vo. lugar               | Daniela Fainus "Sargento" 5to. lugar     | No participaron                  | No participaron                      | Chano Jurado 11vo. lugar    | Carolina Weinged 4to. lugar          | No participaron                  | No participaron                   |
| Deportistas  | Eliminados grupalmente                 | Eliminados grupalmente                   | No participaron                  | No participaron                      | No participaron             | No participaron                      | No participaron                  | No participaron                   |
| Fitness      | Guillermo "Memo" Corral 4to. lugar     | Thaily Amezcua 12vo. lugar               | Pedro "Pico" García 16vo. lugar  | Mónica Aceves 10mo. lugar            | Nicola Porcella 15vo. lugar | María José Suárez 14vo. lugar        | No participaron                  | No participaron                   |
| Luchadores   | Eliminados grupalmente                 | Eliminados grupalmente                   | No participaron                  | No participaron                      | No participaron             | No participaron                      | No participaron                  | No participaron                   |
| Modelos      | Jefferson Kellerman 11vo. lugar        | Mónica Gómez 2do. lugar                  | Pablo Hutt 30vo. lugar           | Mariana Berumen 33vo. lugar          | Erick Bolívar 18vo. lugar   | Mariana Bayón 8vo. lugar             | No participaron                  | No participaron                   |
| Renovados    | Gabriel Pontones "El Rasta" 1er. lugar | Karenka 16vo. lugar                      | No participaron                  | No participaron                      | No participaron             | No participaron                      | No participaron                  | No participaron                   |
| Vengadores   | Salvador Zerboni 7mo. lugar            | Alejandra Rivera "La Jarocha" 6to. lugar | Jonnathan Kuri 13vo. lugar       | Cecilia Aguilera 12vo. lugar         | No participaron             | No participaron                      | No participaron                  | No participaron                   |
| Combatientes | No participaron                        | No participaron                          | Alan Llado 17vo. lugar           | Pamela Ramírez 8vo. lugar            | No participaron             | No participaron                      | No participaron                  | No participaron                   |
| Futbolistas  | No participaron                        | No participaron                          | Silverio Rocchi 3er. lugar       | Paulette Gallardo 2do. lugar         | No participaron             | No participaron                      | No participaron                  | No participaron                   |
| Renegados    | No participaron                        | No participaron                          | Pedro Moreno 11vo. lugar         | Tania Huerta "Semiramis" 14vo. lugar | No participaron             | No participaron                      | No participaron                  | No participaron                   |
| Soñadores    | No participaron                        | No participaron                          | Miguel Ángel Espinoza 9no. lugar | Mónica Aceves 10mo. lugar            | No participaron             | No participaron                      | No participaron                  | No participaron                   |
| Xports       | No participaron                        | No participaron                          | Irving Cárdenas 5to. lugar       | Ella Bucio Dovali 4to. lugar         | No participaron             | No participaron                      | No participaron                  | No participaron                   |
| Influencers  | No participaron                        | No participaron                          | No participaron                  | No participaron                      | Rodel G 2do. lugar          | Inna Moll 6to. lugar                 | No participaron                  | No participaron                   |
| US           | No participaron                        | No participaron                          | No participaron                  | No participaron                      | Jahn Lozada 1er. Lugar      | Addylinette “Addy” Castro 2do. lugar | No participaron                  | No participaron                   |
| Agua         | No participaron                        | No participaron                          | No participaron                  | No participaron                      | No participaron             | No participaron                      | Irvin Villatoro 1er. Lugar       | Janice Betancourt 6to. Lugar      |
| Aire         | No participaron                        | No participaron                          | No participaron                  | No participaron                      | No participaron             | No participaron                      | Julio Camejo 9no. Lugar          | Dennhi Callu "La Bala" 4to. Lugar |
| Fuego        | No participaron                        | No participaron                          | No participaron                  | No participaron                      | No participaron             | No participaron                      | Lauro Morales 2do. Lugar         | Paola Peña 1er. Lugar             |
| Tierra       | No participaron                        | No participaron                          | No participaron                  | No participaron                      | No participaron             | No participaron                      | Miguel Ángel Espinoza 3er. Lugar | Aurélie Garzonio 2do. Lugar       |

Notas 
- Primera temporada
  - Antes de su reingreso, Alejandra Rivera quedó en el puesto 19°, Salvador Zerboni en el 17°.
  - Antes del ingreso de los Vengadores, Pedro Prieto quedó en el puesto 15°.
  - Antes del reingreso de Ferdinando Valencia, Jefferson Kellerman quedó en el puesto 10°, Thaily Amezcua en el 11° y Karen Juantorena "Karenka" en el 15°.
  - Carlos Maldonado fue el retador que llegó más lejos en la temporada, quedando en el puesto 17°.
- Segunda temporada
  - Antes de su reingreso, Irving Cárdenas quedó en el puesto 26°, Pedro "Pico" García en el 27°, Cecilia Aguilera en el 26°.
  - Antes del ingreso de los Retadores, Ulises Ramírez quedó en el puesto 29°, Mariana Berumen en el 30° y Mariana Echeverría en el 25°.
  - Antes del ingreso de los Vengadores, Isaac Salame quedó en el puesto 21°, Alan Llado en el puesto 15°.
  - Antes del reingreso de Pedro "Pico" García, Raúl Victoria "Espartano" era el mejor elemento masculino de Fitness.
  - Karen Juárez "Lolo" fue la retadora que llegó más lejos en la temporada, quedando en el puesto 7.
- Tercera temporada
  - Antes de su reingreso, Carolina Weinged quedó en el puesto 26.
  - Antes de su reingreso, Chano Jurado quedó en el puesto 25.
  - Antes del reingreso de Carolina Weinged, Melina Dionyssiou era el mejor elemento femenino de Conductores.
  - Jahn Lozada fue el retador que llegó más lejos en la temporada, quedando en el puesto 1°.
- Cuarta temporada
  - Sin observaciones

### Mejores representantes históricos
Se toman en cuenta a los elementos originales de cada equipo
| Equipo       | Elemento                                               |
| ------------ | ------------------------------------------------------ |
| Actores      | Adrián Di Monte 1er. lugar (Temporada 2)               |
| Comediantes  | Cecilia "Ceci" Flores 1er. lugar (Temporada 3)         |
| Conductores  | Carolina Weinged 4to. lugar (Temporada 3)              |
| Fitness      | Guillermo "Memo" Corral 4to. lugar (Temporada 1)       |
| Modelos      | Mónica Gómez 2do. lugar (Temporada 1)                  |
| Renovados    | Gabriel Pontones "El Rasta" 1er. lugar (Temporada 1)   |
| Vengadores   | Alejandra Rivera "La Jarocha" 6to. lugar (Temporada 1) |
| Combatientes | Pamela Ramírez 8vo. lugar (Temporada 2)                |
| Futbolistas  | Paulette Gallardo 2do. lugar (Temporada 2)             |
| Renegados    | Pedro Moreno 11vo. lugar (Temporada 2)                 |
| Soñadores    | Miguel Ángel Espinoza 9no. lugar (Temporada 2)         |
| Xports       | Ella Bucio Dovali 4to. lugar (Temporada 2)             |
| Influencers  | Rodel G 2do. lugar (Temporada 3)                       |
| US           | Jahn Lozada 1er. Lugar (Temporada 3)                   |
| Agua         | Irvin Villatoro 1er. Lugar (Temporada 4)               |
| Aire         | Dennhi Callu "La Bala" 4to. Lugar (Temporada 4)        |
| Fuego        | Paola Peña 1er. Lugar (Temporada 4)                    |
| Tierra       | Aurélie Garzonio 2do. Lugar (Temporada 4)              |

## Emisiones especiales
| Temporada | Temporada | Especial                              | Especial                              | Especial                              | Emisión                 | Emisión                 | Localidad            | Localidad            |
| --------- | --------- | ------------------------------------- | ------------------------------------- | ------------------------------------- | ----------------------- | ----------------------- | -------------------- | -------------------- |
|           | 1         | El reto de los héroes                 | El reto de los héroes                 | El reto de los héroes                 | 3 de junio de 2018      | 3 de junio de 2018      | Quintana Roo, México | Quintana Roo, México |
|           | 2         | Rumbo a Reto 4 Elementos: La búsqueda | Rumbo a Reto 4 Elementos: La búsqueda | Rumbo a Reto 4 Elementos: La búsqueda | 22 de julio de 2018     | 22 de julio de 2018     | Quintana Roo, México | Quintana Roo, México |
|           | 2         | Rumbo a Reto 4 Elementos: La búsqueda | Rumbo a Reto 4 Elementos: La búsqueda | Rumbo a Reto 4 Elementos: La búsqueda | 5 de agosto de 2018     |                         | Quintana Roo, México | Quintana Roo, México |
|           | 2         | Rumbo a Reto 4 Elementos: La búsqueda | Rumbo a Reto 4 Elementos: La búsqueda | Rumbo a Reto 4 Elementos: La búsqueda | 12 de agosto de 2018    |                         | Quintana Roo, México | Quintana Roo, México |
|           | 2         | Rumbo a Reto 4 Elementos: La búsqueda | Rumbo a Reto 4 Elementos: La búsqueda | Rumbo a Reto 4 Elementos: La búsqueda | 13 de agosto de 2018    |                         | Quintana Roo, México | Quintana Roo, México |
|           | 2         | Reto 4 Elementos: Especial Teletón    | Reto 4 Elementos: Especial Teletón    | Reto 4 Elementos: Especial Teletón    | 10 de diciembre de 2018 | 10 de diciembre de 2018 | Quintana Roo, México | Quintana Roo, México |
|           | 2         | Reto 4 Elementos: Especial Teletón    | Reto 4 Elementos: Especial Teletón    | Reto 4 Elementos: Especial Teletón    | 11 de diciembre de 2018 |                         | Quintana Roo, México | Quintana Roo, México |
|           | 2         | Reto 4 Elementos: Especial Teletón    | Reto 4 Elementos: Especial Teletón    | Reto 4 Elementos: Especial Teletón    | 12 de diciembre de 2018 |                         | Quintana Roo, México | Quintana Roo, México |
|           | 2         | Reto 4 Elementos: Especial Teletón    | Reto 4 Elementos: Especial Teletón    | Reto 4 Elementos: Especial Teletón    | 14 de diciembre de 2018 |                         | Quintana Roo, México | Quintana Roo, México |

### Especial Teletón
Luego del final de la segunda temporada el 9 de diciembre de 2018, se confirmó por medio de las redes sociales del reality, un programa especial con participantes de la primera y segunda temporada para el Teletón, a emitirse desde el 10 de diciembre hasta el 14 del mismo mes. Montserrat Oliver y Cristián de la Fuente condujeron este especial, Rafael "Bazooka Joe" Basaldúa y Yavidan Valai continuaron como comentaristas. Consiste en participar en varias rondas de un mismo elemento, el equipo que ganara la última ronda, aseguraba su pase al último día de competencias, los demás equipos tendrían que competir en otro elemento. También cada elemento posee una alcancía virtual, en donde los televidentes podrían depositarles dinero para su apoyo en el Teletón. El ganador de la primera temporada, Gabriel Pontones "El Rasta", tuvo una aparición como uno de los presentadores del Teletón.

#### Participantes
| Concursante                     | Equipo   | Profesión   | Temporada | Resultados              | Resultados              | Resultados              | Resultados                    | Resultados           | N.º |
| Concursante                     | Equipo   | Profesión   | Temporada | Tierra                  | Aire                    | Fuego                   | Agua                          | Final                | N.º |
| ------------------------------- | -------- | ----------- | --------- | ----------------------- | ----------------------- | ----------------------- | ----------------------------- | -------------------- | --- |
| Guillermo "Memo" Corral         | Verde    | Entrenador  | Primera   | Pierden en la 3.ª ronda | Pierden en la 2.ª ronda | Pierden en la 2.ª ronda | Ganan                         | Ganan                | 01° |
| Isaac Salame                    | Verde    | Comediante  | Segunda   | Pierden en la 3.ª ronda | Pierden en la 2.ª ronda | Pierden en la 2.ª ronda | Ganan                         | Ganan                | 01° |
| Pamela Ramírez                  | Verde    | Atleta      | Segunda   | Pierden en la 3.ª ronda | Pierden en la 2.ª ronda | Pierden en la 2.ª ronda | Ganan                         | Ganan                | 01° |
| Sachi Tamashiro                 | Verde    | Actriz      | Segunda   | Pierden en la 3.ª ronda | Pierden en la 2.ª ronda | Pierden en la 2.ª ronda | Ganan                         | Ganan                | 01° |
| Estefanía Ahumada               | Azul     | Actriz      | Primera   | Ganan                   |                         |                         |                               | Pierden en 2.ª ronda | 02° |
| Francisco "Frank" Goméz         | Azul     | Peleador    | Segunda   | Ganan                   |                         |                         |                               | Pierden en 2.ª ronda | 02° |
| Tania Huerta "Semiramis"        | Azul     | Futbolista  | Segunda   | Ganan                   |                         |                         |                               | Pierden en 2.ª ronda | 02° |
| Yann "Lobo" Martín              | Azul     | Parkour     | Segunda   | Ganan                   |                         |                         |                               | Pierden en 2.ª ronda | 02° |
| Ella Bucio Dovali               | Morado   | Parkour     | Segunda   | Pierden en 1.ª ronda    | Ganan                   |                         |                               | Pierden en 1.ª ronda | 03° |
| Jefferson Kellerman Mof         | Morado   | Modelo      | Primera   | Pierden en 1.ª ronda    | Ganan                   |                         |                               | Pierden en 1.ª ronda | 03° |
| Sergio "Wid" Ericksen           | Morado   | Parkour     | Segunda   | Pierden en 1.ª ronda    | Ganan                   |                         |                               | Pierden en 1.ª ronda | 03° |
| Thaily Amezcua                  | Morado   | Actriz      | Primera   | Pierden en 1.ª ronda    | Ganan                   |                         |                               | Pierden en 1.ª ronda | 03° |
| Fernando "Fer" Sagreeb          | Rojo     | Conductor   | Primera   | Pierden en la 2.ª ronda | Pierden en la 3.ª ronda | Ganan                   |                               | Pierden en 1.ª ronda | 04° |
| Irving Cárdenas                 | Rojo     | Tatuador    | Segunda   | Pierden en la 2.ª ronda | Pierden en la 3.ª ronda | Ganan                   |                               | Pierden en 1.ª ronda | 04° |
| María Isabel "Maribel" Martínez | Rojo     | Entrenadora | Segunda   | Pierden en la 2.ª ronda | Pierden en la 3.ª ronda | Ganan                   |                               | Pierden en 1.ª ronda | 04° |
| Mónica Aceves                   | Rojo     | Médico      | Segunda   | Pierden en la 2.ª ronda | Pierden en la 3.ª ronda | Ganan                   |                               | Pierden en 1.ª ronda | 04° |
| Cecilia Aguilera                | Amarillo | Instructora | Segunda   | Pierden en la 1.ª ronda | Pierden en la 1.ª ronda | Pierden en la 1.ª ronda | Pierden en la 1.ª y 3.ª ronda |                      | 05° |
| Daniela Fainus "Sargento"       | Amarillo | Conductora  | Primera   | Pierden en la 1.ª ronda | Pierden en la 1.ª ronda | Pierden en la 1.ª ronda | Pierden en la 1.ª y 3.ª ronda |                      | 05° |
| Eduardo Talavera                | Amarillo | Comediante  | Segunda   | Pierden en la 1.ª ronda | Pierden en la 1.ª ronda | Pierden en la 1.ª ronda | Pierden en la 1.ª y 3.ª ronda |                      | 05° |
| Pedro Prieto                    | Amarillo | Conductor   | Primera   | Pierden en la 1.ª ronda | Pierden en la 1.ª ronda | Pierden en la 1.ª ronda | Pierden en la 1.ª y 3.ª ronda |                      | 05° |
| Karen Juárez "Lolo"             | Rosa     | Mesera      | Segunda   | Pierden en la 1.ª ronda | Pierden en la 2.ª ronda | Pierden en la 1.ª ronda | Pierden en la 1.ª y 2.ª ronda |                      | 06° |
| Miguel Ángel Espinoza           | Rosa     | Deportista  | Segunda   | Pierden en la 1.ª ronda | Pierden en la 2.ª ronda | Pierden en la 1.ª ronda | Pierden en la 1.ª y 2.ª ronda |                      | 06° |
| Mónica Escobedo                 | Rosa     | Comediante  | Primera   | Pierden en la 1.ª ronda | Pierden en la 2.ª ronda | Pierden en la 1.ª ronda | Pierden en la 1.ª y 2.ª ronda |                      | 06° |
| Yurem Rojas                     | Rosa     | Conductor   | Primera   | Pierden en la 1.ª ronda | Pierden en la 2.ª ronda | Pierden en la 1.ª ronda | Pierden en la 1.ª y 2.ª ronda |                      | 06° |

Leyenda:
     Formó parte del equipo Amarillo.
     Formó parte del equipo Azul.
     Formó parte del equipo Morado.
     Formó parte del equipo Rojo.
     Formó parte del equipo Rosa.
     Formó parte del equipo Verde.
     En competencia.
     El equipo perdió en ese elemento.
     El equipo ganó todas las competencias del elemento, y les permite competir en el último día de competencias.
     El equipo no compitió en ese elemento.

## Premios y nominaciones

### Premios TVyNovelas
| Año  | Categoría         | Reality          | Resultado |
| ---- | ----------------- | ---------------- | --------- |
| 2019 | Concurso Favorito | Reto 4 Elementos | Nominado  |

## Reacciones y críticas
El programa ha tenido en su mayoría críticas positivas, así como altos números de audiencia en México, aceptación del público y liderazgo de horario. El final de la primera temporada fue líder de audiencia en TV. La emisión del final de Reto 4 Elementos, Naturaleza Extrema, se ubicó como líder del prime time dominical, al registrar 2 millones 727 mil personas de acuerdo con datos de Nielsen IBOPE México, transmitido por el canal Las estrellas y otros canales locales de Televisa, superó a su competencia por 52.43 por ciento. La primera emisión de dicha emisión superó a su competencia (Azteca 7) por 188.52 %, informó la empresa Televisa, a través de un comunicado.
Así mismo también lideró audiencias en Estados Unidos, según cifras de Nielsen, Reto 4 Elementos promedió 345.000 Total Viewers 2+ (+47 %), 164.000 Adultos 18-49 (+46 %) y 54.000 Adultos 18-34 (+10 %), en su primera semana.
Durante su primera emisión de la segunda temporada, obtuvo 7.1 puntos de rating de acuerdo con datos de Nielsen IBOPE México, por detrás de su competencia en TV Azteca. Según datos de Nielsen, la semana del 26 de noviembre al 2 de diciembre Reto 4 elementos registró un promedio de 337.000 espectadores totales 2+ durante el prime time. Además, alcanzó 168.000 adultos 18-49 y 74.000 adultos 18-34. De esta manera, el formato confirma su tendencia al alza siendo la tercera semana consecutiva que registra un crecimiento de audiencia en espectadores totales y en adultos 18-49, así como la segunda en adultos 18-34. Así, UniMás logró atraer a más adultos que la audiencia combinada de Azteca y Estrella TV durante el prime time.
En la retransmisión de la primera temporada por Canal 5, que se transmitió por primera vez hace 2 años, alcanzó en rating más de 1 millón 100 mil televidentes, estando en segundo lugar, tras el programa Exatlón Cup en su tercera edición.

### Controversias
Es un formato parecido o igual al El Desafío del canal colombiano Caracol Televisión. Dicho formato lleva más de 15 años al aire, que en México se le había hecho una adaptación en TV Azteca llamado La Isla: El Reality.
El reality show ha sido acusado en múltiples ocasiones de plagiar diversos realities relacionados como El Desafío y Exatlón (dos producciones de Colombia, respectivamente de Caracol Televisión y RCN Televisión) y La Isla: el Reality, La Fortaleza: El Reto Sagrado y Exatlón, los tres de TV Azteca en México, que ha diferencia estos compraron los derechos legales turcos (país de procedencia) y Televisa no. Tras los hechos varios medios de comunicación declararon que este no es el primer programa, música, libro, etc, plagiado ilegalmente por Televisa.
Se calificó como un fraude el final de temporada de la primera temporada, siendo "El Rasta" titulandose como ganador, es pues, varios medios tacharon preferencias en las pistas al ganador. Gabriel ganó dos millones de pesos, y aunque los rumores de fraude y de que desde el inicio él iba a ganar parece un intento de opacar su triunfo. En redes sociales la mayoría vio como injusta la final, pues no les pareció que se enfrentaran un hombre y una mujer, al considerar que era obvio que ganaría Gabriel.
Víctor Ortiz miembro de Acapulco Shore y Super Shore participó en los casting de Reto 4 Elementos: La Búsqueda, en su última prueba sufrió una lesión, la cual le impedía participar en la segunda temporada, sin embargo, la producción no se responsabilizó por los gastos médicos, debido a que Víctor Ortiz desligó a la producción de cualquier incidente, en un contrato que la producción hizo firmar a todos los participantes del casting, por si sufrían algún tipo de lesión grave, no cubrirían los gastos médicos, y corrían por la cuenta del participante.
Luego del final de la primera temporada, se reveló que la relación nacida en el reality por Guillermo "Memo" Corral y Karenka era falsa, y fue elaborada por la producción, los seguidores del reality se dedicaron a atacar a Karenka por sus medios sociales, luego que por medio de su cuenta oficial en Instagram confirmara una nueva relación con un modelo más joven que ella.
El equipo de Actores de la segunda temporada, no se sentía a gusto con una de sus elementos, Mariana Ávila, tanto así que luego de tres semanas de competencias, por decisión de los otros elementos del equipo de Actores, se fueron al reto de eliminación contra los Retadores, provocando la salida de Mariana Ávila, lo que calificaron los espectadores como un mal trabajo en equipo y una injusticia para Mariana, y otros alabaron la decisión de los actores, porque no querían más a Mariana Ávila en el reality.
La participante del equipo de Comediantes, Mariana Echeverría, fue catalogada como la participante más odiada del reality. Según el Universal de Guanajuato, la carencia de transparencia, la prepotencia y el hecho de haber incumplido con el reglamento del programa al tener en su posesión y utilizar un teléfono fueron los motivos de odio de los televidentes a ella. En entrevistas posteriores su misma excompañera de equipo, Verónica Jaspeado expresó no llevarse bien con su excompañera. Así mismo, otros participantes también fueron catalogados, entre ellos Cecilia Aguilera y Mónica Aceves de Fitness, Pamela Ramírez de Combatientes y Maribel Martínez de Renegados.

## Otras versiones
- Reto 4 elementos Colombia: El 26 de noviembre de 2018, se confirmó a través de la página web del canal colombiano RCN Televisión. Una versión local de Reto 4 Elementos a estrenarse en enero de 2019.[54]
- El Inframundo: A finales de marzo de 2021 se confirmó un spin-off titulado: El Inframundo.[55] Este fue conducido por Estefanía Ahumada y Gabriel Pontones "El Rasta", el equipo de producción y el formato de este programa era similar a Reto 4 Elementos, se estrenó el 26 de abril de 2021, sin embargo fue cancelado después de tan solo 19 episodios en mayo de ese mismo año por el bajo índice de audiencia.[56]

## Emisión
Reto 4 Elementos se emite actualmente por el Canal 5 en México y Estados Unidos. Para Centroamérica y parte de América del Sur es transmitido por Las Estrellas. Reto 4 Elementos también se transmite por livestreaming por la página oficial de Canal 5.
| Países                          | Canal              | Primera transmisión    | Última transmisión  |
| ------------------------------- | ------------------ | ---------------------- | ------------------- |
| México                          | Canal 5            | 2018                   | 2023                |
| Estados Unidos Puerto Rico      | Univisión          | 2018                   | 2023                |
| Estados Unidos México           | U                  | 2018                   | 2023                |
| Estados Unidos México Nicaragua | UniMás             | 2018                   | 2023                |
| República Dominicana            | Telecentro         | 10 de junio de 2018    | 2023                |
| El Salvador                     | Canal 4            | 1 de enero de 2019     | 26 de abril de 2019 |
| Nicaragua                       | Canal 10, Canal 11 | febrero de 2019        | N/A                 |
| Perú                            | Global Televisión  | 2 de diciembre de 2019 | 1 de mayo de 2021   |